# 중구 (1948년 서울 선거구)
중구는 대한민국의 옛 국회의원 선거구이다. 대한민국 제헌 국회 당시 존재했다. 당시 서울특별시 중구 지역을 관할했다.

## 관할 구역
| 대수 | 관할 구역 |
| ---- | --------- |
| 제헌 | 중구 일원 |

## 역대 국회의원
| 선거   | 정당 | 정당       | 의원   |
| ------ | ---- | ---------- | ------ |
| 1948년 |      | 한국민주당 | 윤치영 |

## 역대 선거 결과

### 대한민국 제헌 국회의원 선거
|  | 43.51% |

|  | 13.12% |

|  | 8.68% |

|  | 7.04% |

|  | 6.49% |

|  | 5.77% |

|  | 4.37% |

|  | 3.59% |

|  | 2.56% |

|  | 1.42% |

|  | 1.17% |

|  | 1.11% |

|  | 1.09% |

## 같이 보기
- 서울 중구의 국회의원